# 쿠르트 괴델
쿠르트 괴델(독일어: Kurt Gödel, 1906년 4월 28일 ~ 1978년 1월 14일)은 불완전성의 정리로 유명한 수학자이다. 오스트리아-헝가리 제국의 모라바 (현 체코 공화국의 브르노)에서 태어났다.
주요 업적으로 완전성 정리와 불완전성 정리의 증명과 연속체 가설의 상대적 무모순성 증명이 잘 알려져 있다.

## 생애
유복한 시민계급 일가에서 태어났으며 아버지는 루돌프 괴델, 어머니는 마리안 괴델이다. 어려서부터 건강이 좋지 않았으나 거의 모든 학과목에서 우수한 성적을 거둔다. 1912년 사립 시민학교에 입학하고 4년 뒤에는 제국 국립 김나지움(대한민국의 중고등학교에 해당)에 들어간다. 1924년 빈 대학 물리학과에 입학하였고, 대학에서 모리츠 슐리크가 주도하던 빈 학파(Wiener Kreis)의 세미나에 참여한 이후로는 수리 논리학에 관심을 가지게 된다. 1928년에는 후에 반려자가 된 아델 포르케르트(Adele Porkert)(1899 ~ 1981)를 알게 되었다.
카를 멩거의 수학 콜로퀴움에 참석하고 1929년에 《제1단 술어논리의 완전성 정리》를 제출하여 1930년 2월 6일 박사 학위를 받는다.
다음 해인 1931년에는 20세기 수학기초론, 논리학에서 가장 중요한 발견으로 여겨지는 「불완전성 정리」를 발표한다. 이는 다비트 힐베르트가 수학의 무모순성을 증명하기 위해 추진했던 이른바 힐베르트 프로그램의 일부로 연구되었던 것이지만, "수학은 자신의 무모순성을 증명할 수 없다"는 것을 보인 불완전성 정리는 거꾸로 그 프로그램에 크나큰 타격을 주었다. 불완전성은 존 폰 노이만 등 당대 1류 학자들의 격찬을 받아 "인간 이성의 한계를 보여줬다"는 평을 받았다. 1938년에는 구성 가능 전체라는 개념을 도입하여 이를 통해 선택 공리와 연속체 가설이 체르멜로-프렝켈 집합론과 무모순이라는 사실을 증명하였다.
괴델은 빈 대학 강사로 근무하였지만, 1940년 즈음 나치 독일을 피해 아내 아델과 미국으로 이주한다. 후에 미국 시민권을 얻고 프린스턴 고등연구소의 교수가 되었다. 그 연구소에서 알베르트 아인슈타인과 친가족과 같이 친밀하게 교류하였고, 물리학, 철학 등으로 관심사를 돌려 아인슈타인 방정식의 해인 괴델 우주를 제시하고 고트프리트 라이프니츠의 철학을 연구하며 신의 존재에 대한 증명을 시도하기도 했다.
말년에는 극도의 건강염려증과 피해망상에 시달렸고, 독살에 대한 강박적 공포에 휩싸여 부인이 주는 식사 이외에는 아무것도 먹지 않기 시작했다. 그는 자신의 방에 틀어박혀 다른 사람과 만나지도 않았으며 신의 존재를 증명하는 데에 매달려 있었고, 결국에는 부인이 입원해 있는 동안 굶어 죽었다.

## 같이 보기
- 불완전성 정리
- 괴델, 에셔, 바흐